# Terradillos de los Templarios
Terradillos de los Templarios es una pedanía y localidad perteneciente al municipio de Lagartos, en la comarca de la Vega-Valdavia en la provincia de Palencia, comunidad autónoma de Castilla y León, España.

## Historia
A la caída del Antiguo Régimen la localidad se constituye en municipio constitucional, conocido entonces como Terradillos que en el censo de 1842 contaba con 27 hogares y 140 vecinos. 
A mediados del siglo XIX el municipio crece porque incorpora a Lagartos, San Martín de la Fuente, San Nicolás del Real Camino y Villambrán de Cea, alcanzando entonces los 171 hogares y 734 vecinos.
A finales del siglo XIX este municipio disminuye porque se independiza Moratinos, contaba entonces con 125 hogares y '541 habitantes.
En la reforma de la nomenclatura municipal de 1916, la localidad cambió su denominación oficial de Terradillos por la de Terradillos de Templarios, mediante real decreto de 2 de julio. En los años treinta del siglo XX el municipio cambia de nombre, pasando a denominarse Lagartos, contaba entonces con 121 hogares y 528 habitantes.

## Toponimia
El nombre de la localidad se asocia al Temple, del que fue señorío, y a una curiosa leyenda de la gallina de los huevos de oro.

## Geografía física
| Noroeste: Villambroz | Norte: Lagartos          | Noreste: San Martín de la Cueza |
| Oeste: Moratinos     |                          | Este: Ledigos                   |
| Suroeste Moratinos   | Sur: Población de Arroyo | Sureste: Población de Arroyo    |

## Geografía humana

### Demografía
| Gráfica de evolución demográfica de Terradillos de los Templarios entre 1842 y 1930 |
| |
| Población de derecho según los censos de población del INE Población de hecho según los censos de población del INEEn estos censos se denominaba Terradillos: 1842, 1857, 1860, 1877, 1887, 1897, 1900 y 1910 Entre el censo de 1857 y el anterior, crece el término del municipio porque incorpora a 34091 (Lagartos), 34109 (Moratinos), 345109 (San Martín de la Fuente), 345112 (San Nicolás del Real Camino) y 345151 (Villambrán de Cea) Entre el censo de 1877 y el anterior, disminuye el término del municipio porque independiza a 34109 (Moratinos) Entre el censo de 1940 y el anterior, este municipio desaparece porque cambia de nombre y aparece como el municipio 34091 (Lagartos) |

Según el padrón municipal de habitantes de 2022 del INE, la localidad de Terradillos de los Templarios contaba con 60 habitantes, de los cuales 33 eran varones y 27 eran mujeres.
Evolución de la población
| Gráfica de evolución demográfica de Terradillos de los Templarios entre 2000 y 2022 |
|                                                                                     |
| Población de derecho (2000-2022) según el padrón municipal del INE                  |

### Transporte y comunicaciones
Red viaria
Dentro de la red de carreteras, Terradillos de los Templarios cuenta con las siguientes conexiones:
| Identificador | Denominación               | Itinerario     |
| ------------- | -------------------------- | -------------- |
| A-231         | Autovía Camino de Santiago | León - Burgos  |
| N-120         | Carretera Nacional         | Logroño - Vigo |

Ferrocarril
Terradillos de los Templarios no tiene estación de ferrocarril dentro de su localidad. La estación de tren más cercana se encuentra en la localidad de Sahagún, situada a 12 kilómetros de distancia. Dicha estación, gestionada por Adif, se encuentra en la línea Venta de Baños-Gijón.

## Patrimonio

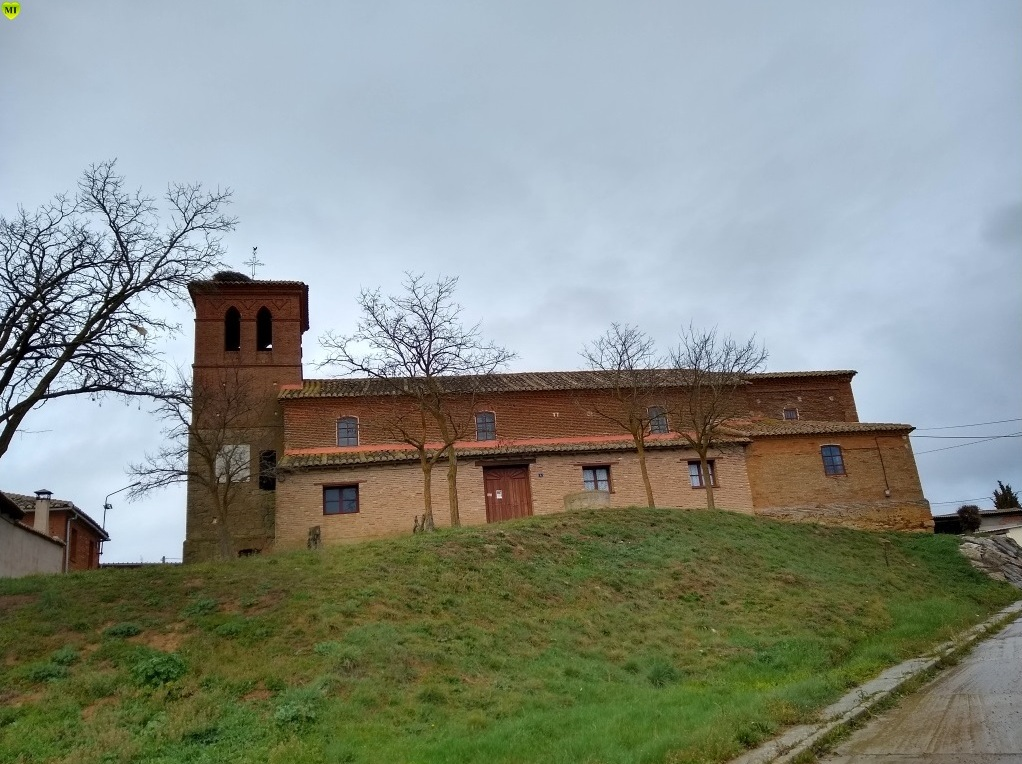
Iglesia de San Pedro

- Iglesia de San Pedro (Terradillos de los Templarios)